# Кайраккумська ГЕС
Кайраккумська ГЕС — гідроелектростанція в Таджикистані. Знаходячись між Уч-Курганською ГЕС (вище за течією в Киргизстані) та Фархадською ГЕС (Узбекистан), входить до складу каскаду у сточищі річки Сирдар'я, що тече до Аральського моря.
У межах проєкту річку перекрили комбінованою греблею висотою 28 метрів, яка включає земляну ділянку довжиною 1200 метрів та бетонну секцію з водопропускними шлюзами та машинним залом довжиною 130 метрів. Гребля утворила витягнуте на 55 км водосховище з площею поверхні 513 км2 та об'ємом 4 млрд м3 (корисний об'єм 2,7 млрд м3), у якому припустиме коливання рівня в операційному режимі між позначками 340,6 та 347 метрів НРМ (під час повені до 347,5 метра НРМ). За час експлуатації фактичний об'єм водойми внаслідок нанесення осадів скоротився до 3 млрд м3, а корисний об'єм — до 2,3 млрд м3.
Основне обладнання станції складають шість турбін типу Каплан потужністю по 21 МВт, які використовують напір у 15 метрів та забезпечують виробництво 688 млн кВт·год електроенергії на рік.
Видача продукції відбувається по ЛЕП, розрахованим на роботу під напругою 220 кВ та 110 кВ.